# NGC 6314
NGC 6314 је спирална галаксија у сазвежђу Херкул која се налази на NGC листи објеката дубоког неба.
Деклинација објекта је + 23° 16' 14" а ректасцензија 17h 12m 38,7s. Привидна величина (магнитуда) објекта NGC 6314 износи 12,9 а фотографска магнитуда 13,8. NGC 6314 је још познат и под ознакама UGC 10752, MCG 4-40-22, CGCG 139-44, NPM1G +23.0443, IRAS 17105+2319, PGC 59838.